# Акоста, Хосе де
Хосе́ де Ако́ста (исп. José de Acosta; 1539, Медина-дель-Кампо, Старая Кастилия, Испания — 1600, Вальядолид) — испанский историк, географ и натуралист, член ордена иезуитов, католический миссионер. Автор сочинений, посвящённых природе и культуре Америки; предвосхитил ряд теорий, выдвинутых наукой XIX века.

## Жизнь
Родился в городе Медина-дель-Кампо, в 13 лет стал новицием Общества Иисуса. Изучал теологию в Оканья. В апреле 1559 года отправился в Лиму, столицу вице-королевства Перу, где годом ранее появились первые иезуиты. С 1571 года в течение 14 лет вёл большую и плодотворную миссионерскую и просветительскую деятельность: Акоста преподавал богословие в иезуитских коллегиях вице-королевства, сам основал множество учебных заведений в различных городах Перу (в том числе Куско и Потоси), в 1576 году был избран провинциалом (главой отделения ордена на определённой территории). За время своего пребывания в Южной Америке Акоста собрал огромное количество сведений о природе региона и культурах его аборигенов. Вступив в конфликт с вице-королём Перу Франсиско де Толедо, графом Оропеса, он был отозван в Испанию в 1585 году; возвращению предшествовало пребывание в Мексике, где Акоста продолжил свои исследования. В 1587 году он окончательно возвращается в метрополию, где сближается с королём Филиппом II. В дальнейшем Акоста жил и работал в Риме, Вальядолиде и Саламанке в качестве орденского сановника, университетского преподавателя и церковного проповедника (его проповеди пользовались большим успехом и были изданы в Саламанке в трёх томах). Умер в Вальядолиде, занимая должность ректора саламанкской иезуитской коллегии.

## Географ
Александр фон Гумбольдт высоко оценил работу Акосты по исследованию в области метеорологии и физики и за многие его открытия он удостоил его звания одного из Основателей Геофизики. В его Истории впервые появилась теория о четырёх линиях без магнитного склонения (он описал использование компаса, угол отклонения, различия между Магнитным и Северным полюсом; хотя отклонения были известны ещё в XV веке, он описал колебание отклонений от одной точки до другой; он идентифицировал места с нулевым отклонением: например, на Азорских островах); высказал соображения об изгибе изотермических линий и о распределении тепла в зависимости от широты, о направлении течений и многих физических явлениях, таких как различия климатов, активности вулканов, землетрясений, типы ветров и причины их возникновений.
Хосе де Акоста в своей Истории (1590) собрал доказательства связи отливов и приливов с фазами Луны. Он указал, что период приливов, происходящих дважды в сутки, отличается на три четверти часа от суток, что известна также месячная периодичность приливов. Он добавил новое доказательство: приливы на обоих берегах Панамского перешейка происходят практически одновременно. Он назвал приливы «одной из замечательных тайн Природы».
Он первым доказал, что землетрясения и вулканические выбросы имеют разную природу. Описал различные землетрясения (Вальдивия, Чили, в 1575; Арекипа, Перу, в 1582; Лима, Перу, в 1586; и Кито, Эквадор в 1587), их очерёдность привела его к мысли, что они совершают последовательное перемещение с юга на север. Он также первым описал цунами высотой 25 метров, врывающиеся на сушу на расстояние 10 км.

## Лингвист
Известно, что Акоста был знаком с различными языками и алфавитами, по крайней мере он интересовался ими. Он сам упоминает о знакомстве с китайцами в Мексике и их иероглифах, и даже просил их записать по-китайски такую фразу: «Josef de Acosta ha venido del Perú» (Хосе Акоста приехал из Перу), те спустя долгое время записали, а потом прочитали; но Акоста обнаружил примечательную разницу: понятия они смогли передать, а имя — нет, потому что они ищут подобие имени на своём языке для иероглифа. Акоста также лично видел японские иероглифы (оставленные в записях японцев, побывавших в Европе), которые легко отличал от китайских, хоть и похожих, сравнив их с буквами и фигурами, что соответствует действительности.

## Творчество
Перу Хосе де Акоста принадлежит множество богословских сочинений, сборник проповедей, а также три трактата об Америке:
- «О природе Нового Света» (лат. De Natura Novi Orbis).
- «О распространении Евангелия среди варваров, или О достижении спасения индейцев» (лат. De promulgatione Evangelii apud Barbaros, sive De Procuranda Indorum salute).
- «Естественная и нравственная история Индии» (исп. Historia natural y moral de las Indias). В них он приводит обширный фактический материал и впервые высказывает ряд идей, развитых наукой XIX столетия. Задолго до открытия Берингова пролива Акоста выдвинул гипотезу о заселении Америки выходцами из Азии. Также он предполагал, что американская фауна возникла из европейской (что позволяет считать его одним из предшественников дарвинизма), и отмечал у жителей Анд развитие способности жить на высоте более 4000 метров, предвосхитив достижения научной физиологии. Акоста предпринял попытку классифицировать народы Америки по этнокультурному принципу (он различал три основных «категории варваров») и подробно описал особенности цивилизаций ацтеков и инков.

Сохранились подписи Хосе де Акоста на различных документах:
- 1) в письме конкистадора Франсиско Чавеса (участника пленения короля инков Атауальпы) — в его «Сообщении Королю Испании», составленное 15 августа 1533 года в городе Кахамарка. Подпись такая: («Non D.[omino].D.[entur].Ex simus [Eversimus] — Joseph de Acosta»), Также на этом письме сохранилась подпись Поло де Ондегардо («No es cosa»).
- 2) в письме Акосты к главе ордена иезуитов, отцу Аквавиве, 12 апреля 1584 года.

## Издания его произведений
- 1588—1589 — Acosta (Jose de) De Natura Novi Orbis Libri duo et de Promulgatione Evangelii apud Barbaros. Salamanca.
- 1595 (Второе издание) Salamanca. 1595.
- 1596 (Очередное издание) Colonics Agrippinoz. 1596.
- 1590 — Historia Natural y Moral de las Indias, en que se tratan las cosas notables del Cielo, y Elementos, Metales, Plantas y Animates dellas; y los Ritos, y Ceremonias, Leyes, y Gobierno y Guerras de los Indios. Sevilla. 1590.
- 1591 (Очередное издание) Barcelona. 1591. 8°-
- 1608 (Очередное издание.) Madrid. 1608.
- 1610 (Очередное издание) Madrid. 1610.
- 1792 (Очередное издание) 2 vols. Madrid. 1792. 4°.
- 1596 — Historia naturale e morale della Indie novamente tradotta… .de Giovanni Paolo Gallacio. Venetia. 1596.
- 1597 — Histoire naturelle et morale des Indes, tant Orientalles qu' Occidentalles; traduites en Francois par Robert Regnault, Cauxois. Paris. 1597. 8°.
- 1600 (Очередное издание) Paris. 1600. 8°.
- 1601 (Очередное издание) 1601. Fol.
- 1606 (Очередное издание) Paris. 1606. 8°.
- 1616 (Очередное издание) Paris. 1616. 8°.
- 1598 — Historie naturall ende morael van de Westorsche Indien… .overghent door J. Huyghen van Linschoten. Enckhuysen. 1598. 8°.
- 1727 — Ontdekking Van West Indien … .door J. D’A…. 1592 nyt het Spaans Verladd P. Van de Aa, etc. Deil 8. 1727. Fol.
- 1601 (Очередное издание) See Theodor de Bry. Von Gelegenheit der Elemente natur de Neuer Welt. J. H. Van Linschoten. 1601. Fol.
- 1602 (Очередное издание) &Theodor de Bry. America nova pars… .denovis orbis naturae Acosta. America. Pars IX. Francoforti. 1602. Fol.
- 1624 — (Очередное издание) See Theodor de Bry. Paralipomena Americas, hoe est discursus accurataque Americas descriptio. America. Pars XII. Frankforti. 1624. Fol.
- 1604 — The Naturall and Morall Historie of the East and West Indies …. written in Spanish …. translated into English by E. G. (Edward Grimeston). 1604. 4°.
- 1880 (Очередное издание) Reprinted from the English translated edition of E. Grimeston, 1604, with notes by Clements R. Markham. 2 vols. London. 1880. 8°. (Hakluyt Society, Nos. 60 and 61.)